# Джинс, Джеймс Хопвуд
Джеймс Хопвуд Джинс (англ. James Hopwood Jeans; 11 сентября 1877, Лондон, Великобритания — 16 сентября 1946, Доркинг, Великобритания) — британский физик-теоретик, астроном, математик.
Член Лондонского королевского общества (1906).

## Биография
В 1900 окончил Тринити-колледж Кембриджского университета, затем с 1901—1905 и с 1910—1912 годы преподавал там математику. С 1905 по 1909 год работал профессором прикладной математики в Принстонском университете.
После этого оставил преподавательскую деятельность и посвятил себя исследовательской работе.
В 1923—1944 годах — сотрудник обсерватории Маунт-Вилсон в США, в 1935—1946 годах — профессор астрономии Королевского института в Лондоне.

### Научная работа
Сделал важный вклад в нескольких областях физики, включая квантовую теорию, теорию теплового излучения и эволюции звёзд. Джеймс Джинс считается одним из основателей космологии в Великобритании наряду с Артуром Эддингтоном.
В 1905 году установил закон распределения энергии в длинноволновой части спектра излучения абсолютно чёрного тела (закон излучения Рэлея — Джинса), который связывает плотность энергии излучения абсолютно чёрного тела с температурой источника эмиссии. Закон постоянства фазовой плотности, сформулированный Д.Джинсом (1915) в звёздной динамике, был выведен учёным по аналогии с законом фазовой плотности Гиббса и Больцмана в кинетической теории газов.
Его анализ эволюции вращающихся позволил опровергнуть теорию Лапласа о формировании Солнечной системы из одиночного газового облака. В 20—30 годах XX века была популярна его собственная приливная теория создания Солнечной системы, в которой предполагалось, что планеты были сформированы из вещества, исторгнутого Солнцем, в результате катастрофической близости проходящей мимо звезды. Редкость создания планетарных систем объяснялась малой вероятностью встречи двух звёзд. Хотя теория была опровергнута в середине 30-х годов, приливное взаимодействие продолжает рассматриваться как один из механизмов развития галактик и звёздных скоплений.
В 1929 была опубликована работа о поведении газовых уплотнений под действием сил тяготения, ставшая основой для теории гравитационной неустойчивости (неустойчивость Джинса), объясняющей происхождение структурных элементов Вселенной. Критические величины возникающих под воздействием сил тяготения возмущений в веществе получили названия длина волны Джинса и масса Джинса.

### Личная жизнь
Джинс был дважды женат: в 1907 — на американской поэтессе Шарлотте Митчелл и в 1935 — на австралийской органистке и исполнительнице на клавесине Сюзанне Нок, более известной как Сюзи Джинс.
Умер 16 сентября 1946 года в Доркинге (Суррей).

## Награды и премии
C 1906 года — член Лондонского королевского общества, в 1919—1929 годах в должности почётного секретаря.
В 1923—1924 годах — президент Королевского астрономического общества.
Награждён медалями и премиями: Королевская медаль Лондонского королевского общества (1919), Золотая медаль Королевского астрономического общества (1922), медаль Франклина Института им. Б. Франклина (1931), премия им. Дж. К. Адамса Кембриджского университета.
В 1928 году посвящён в рыцари. В 1939 году награждён орденом Заслуг.
Кратер Джинс на Луне и кратер Джинс на Марсе названы в его честь.

## Основные работы
Его книга «Динамическая теория газов» (1904), посвящённая идее о радиоактивной природе источника звёздной энергии, в течение 20 лет неоднократно переиздавалась.
В 1917 году предложил приливную теорию образования Солнечной системы.
С 1928 года публикует ряд научно-популярных книг: «Загадочная Вселенная» (1930), «Эос, или Космогония в широком смысле» (1929), «Звезды и их судьбы» (1931), «Вселенная вокруг нас» (1929), в которых рассказывает о революционных идеях физики и астрономии своего времени.
В более поздних книгах «Новые основания науки» (1933) и «Физика и философия» (1942) Джинс исследует окружающий мир с точки зрения науки и философии.
Основные работы
- 1904 — Динамическая теория газов / The Dynamical Theory of Gases
- 1906 — Теоретическая механика / Theoretical Mechanics
- 1908 — Mathematical Theory of Electricity and Magnetism
- 1919 — Проблемы космогонии и звёздной эволюции / Problems of Cosmogony and Stellar Evolution
- 1928 — Астрономия и космогония / Astronomy and Cosmogony
- 1929 — Вселенная вокруг нас / The Universe Around Us
- 1930 — Загадочная Вселенная / The Mysterious Universe
- 1931 — Звезды и их судьбы / The Stars in Their Courses
- 1933 — Новые основания науки / The New Background of Science
- 1937 — Наука и музыка / Science and Music
- 1942 — Физика и философия / Physics and Philosophy